# Ridgelands
Ridgelands är en ort i Australien. Den ligger i kommunen Rockhampton och delstaten Queensland, omkring 540 kilometer nordväst om delstatshuvudstaden Brisbane.
Trakten runt Ridgelands är nära nog obefolkad, med mindre än två invånare per kvadratkilometer.. Det finns inga andra samhällen i närheten.
Omgivningarna runt Ridgelands är huvudsakligen savann. Genomsnittlig årsnederbörd är 1 101 millimeter. Den regnigaste månaden är januari, med i genomsnitt 274 mm nederbörd, och den torraste är augusti, med 17 mm nederbörd.